# Antanas Barkauskas
Antanas Barkauskas (ur. 20 stycznia 1917 w Poporciach, zm. 17 października 2008 w Wilnie) – litewski działacz partyjny i państwowy, ekonomista i propagandysta, przewodniczący Prezydium Rady Najwyższej Litewskiej SRR w latach 1975–1985.

## Życiorys
Po wkroczeniu wojsk radzieckich na Litwę w 1940 podjął pracę jako oficer polityczny w lokalnym NKWD. W 1941 ewakuował się wraz z Armią Czerwoną w głąb ZSRR do Gorkiego. W 1942 zaciągnął się do 16 Dywizji Litewskiej Armii Czerwonej, gdzie pozostawał do 1944. W tym samym roku wstąpił do WKP(b). W 1950 ukończył Wyższą Szkołę Partyjną w Moskwie, a w 1959 obronił dysertację kandydacką w Akademii Nauk Społecznych przy KC KPZR na temat technik ekonomicznych stosowanych w socjalistycznym gospodarstwie rolnym.
W latach 1950–1953 pełnił obowiązki sekretarza Komitetu Obwodowego Komunistycznej Partii Litwy w Wilnie i Kownie. Od 1959 do 1960 stał na czele wydziału propagandy i agitacji KC KPL. Od 1960 do 1989 był nieprzerwanie członkiem KC (w latach 1961–1986 również Biura Politycznego). W latach 1961–1975 sprawował funkcję sekretarza ds. ideologii w KC KPL. Od 1981 do 1986 był zastępcą członka KC KPZR. Od 1989 do 1990 pozostawał członkiem KPL niezależnej od KPZR.
W 1953 rozpoczął pracę naukową jako dyrektor Katedry Ekonomii Politycznej na Kowieńskim Instytucie Politechnicznym (do 1955).
W 1962 po raz pierwszy zasiadł w ławach Rady Najwyższej Litewskiej SRR (mandat posła pełnił do 1990). W 1963 wybrano go przewodniczącym Rady Najwyższej Litewskiej SRR, a w 1975 objął urząd przewodniczącego jej Prezydium.
W latach 1974–1987 reprezentował Litwę w Radzie Najwyższej ZSRR. Od 1976 do 1985 pełnił obowiązki wiceprzewodniczącego Prezydium Rady Najwyższej.
W latach 1986–1989 stał na czele stowarzyszenia "Žinija". Nagrodzono go pięcioma orderami, w tym Orderem Lenina i Orderem Rewolucji Październikowej.